# 诺基亚N76
N76為诺基亚於2007年5月3日所推出的3G智慧型手機，使用了Symbian OS v9.1 S60系統，並内置200萬像素相機，為目前推出最薄的、第二支以摺疊設計之Nseries3G手機。